# Megamind : Le Bouton du Chaos
Pour plus de détails, voir Fiche technique et Distribution.
Megamind : Le Bouton du Chaos est un court-métrage d'animation américain des studios DreamWorks réalisé par Simon J. Smith en 2011. Il est sorti en bonus sur le DVD du film Megamind.

## Résumé
Pour son premier jour en tant que protecteur de Metro City, Megamind organise un vide-greniers pour se débarrasser de ses gadgets de méchant qui ne lui sont plus d'aucune utilité. Tout a été vendu, sauf une petite boîte contenant un bouton qui s'avère activer un robot géant : Mega-Megamind.
En tant que protecteur, il va donc devoir combattre son invention diabolique.

## Fiche technique
- Titre : Megamind : Le Bouton du Chaos
- Titre original : Megamind : The Button of Doom
- Réalisation : Simon J. Smith
- Scénario : Alan J. Schoolcraft et Brent Simons
- Direction artistique : Kory Heinzen
- Musique : Hans Zimmer et Lorne Balfe
- Montage : Michelle Belforte
- Producteur : Denis Nolan Cascino et Mark Swift
- Production : DreamWorks Animation
- Distribution : Paramount Pictures
- Format : Couleurs
- Durée : 16 min
- Date de sortie :
  -  États-Unis : 25 février 2011

## Distribution

### Voix originales
- Will Ferrell : Megamind
- David Cross : Minion
- Michelle Belforte : la mère
- Jordan Alexander Hauser : Damien
- Kevin Bailey : Kevin
- Dante James Hauser : Nigel
- Declan Swift : Peter
- Fintan Thomas Swift : Barney

### Voix françaises
- Kad Merad : Megamind
- Pierre Tessier : Nounou

### Voix québécoises
- Daniel Picard : Megamind
- Hugolin Chevrette-Landesque : Minion